# Frederick Guest
Frederick Edward Guest, detto Freddie (Londra, 14 giugno 1875 – 28 aprile 1937), è stato un politico inglese.

## Biografia
Guest era il figlio di Ivor Guest, I barone Wimborne, e di sua moglie, Lady Cornelia Spencer-Churchill, figlia maggiore del John Spencer-Churchill, VII duca di Marlborough. La famiglia Guest aveva fatto fortuna nell'industria siderurgica nei secoli XVIII e XIX secolo. I Wimborne erano conservatori e amici di Benjamin Disraeli.
Guest era un cugino di primo grado del primo ministro britannico Winston Churchill, Charles Spencer-Churchill, IX duca di Marlborough e di Henry Innes-Ker, VIII duca di Roxburghe, nonché un nipote del politico conservatore Lord Randolph Churchill, George Spencer-Churchill, VIII duca di Marlborough e di Lady Anne Emily Spencer Churchill che era sposata con il duca di Roxburghe. Suo cugino, l'ottavo duca di Roxburghe, era sposato con l'ereditiera americana Mary Goelet, l'unica figlia di Ogden Goelet.

## Carriera

### Carriera militare
Educato al Winchester College, Frederick Guest ha scelto la professione militare. Fu nominato sottotenente nella milizia di fanteria, East Surrey Regiment, e promosso a tenente il 7 aprile 1894. Dopo l'apprendistato nella milizia, il 15 maggio 1897 venne nominato ufficiale nella 1st Life Guards, e promosso a tenente il 23 novembre 1898. Fu inviato in Egitto nel 1899, e alla fine di novembre quell'anno faceva parte di un corpo di spedizione durante le operazioni che portarono alla sconfitta del Khalifa. Ha servito durante la Seconda Guerra Boera (1901-1902). Ritorno nel Regno Unito, è tornato a un distacco regolare con il suo reggimento nel settembre 1902. Venne promosso a capitano prima di ritirarsi dal servizio attivo nel 1906.

### Carriera politica
Nel 1904, durante le polemiche all'interno del partito conservatore sull'adozione del protezionismo, Guest e altri membri della sua famiglia seguirono suo cugino e amico intimo, Winston Churchill, nel partito liberale a sostegno del libero scambio - e forse anche per accelerare le loro carriere politiche. Nel 1906 Guest divenne segretario privato di Churchill, all'epoca ministro del governo liberale di Sir Henry Campbell-Bannerman. Guest ha tentato tre volte di entrare nella Camera dei Comuni prima di vincere il seggio dell'East Dorset alle elezioni generali del gennaio 1910. Anche se è rimasto disarcionato a causa di irregolarità elettorali da parte del suo agente elettorale, è stato rieletto nel dicembre 1910. Conosciuto nel mondo politico come "Freddie Guest", fu nominato Treasurer of the Household (Tesoriere della Casa) nel 1912.
Quando la prima guerra mondiale iniziò nell'agosto del 1914, Guest tornò al servizio attivo come aiutante di campo del feldmaresciallo Sir John French, comandante del corpo di spedizione britannico in Francia. Nel 1916 Guest prestò servizio nel teatro di guerra dell'Africa orientale. Dopo essere stato dichiarato invalido dall'esercito in seguito a una grave malattia, Guest ha ripreso la sua carriera politica. Nel maggio del 1917 entrò a far parte del governo della coalizione di Lloyd George.
Guest fu nominato nel Privy Council nel 1920 e nel 1921 fu promosso a Segretario di Stato per l'Aria, incarico che mantenne fino a quando la coalizione non cadde nell'ottobre del 1922. Alle elezioni generali del novembre 1922 Guest perse il seggio, ma nel 1923 fu restituito per Stroud, poi nel 1924 per North Bristol. Dopo aver perso la carica di liberale nelle elezioni del 1929, si unì al partito conservatore, vincendo per Plymouth Drake nel 1931 e rimanendo in questa posizione fino alla sua morte.

### Carriera sportiva
Guest partecipò alle Olimpiadi estive 1924, vincendo una medaglia di bronzo per la squadra di polo.
Vinse il Trofeo Roehampton e diede in prestito i suoi cavalli per l'International Polo Cup.

## Matrimonio
Sposò, il 28 giugno 1905, Anne Phipps (1876-7 ottobre 1959), figlia  dell'industriale americano Henry Phipps, a St George's, Londra. Amy era prominente come suffragista, filantropa e appassionata di aviazione femminile e possedeva diverse proprietà a Long Island. La coppia visse negli Stati Uniti negli anni '20 e '30. Ebbero tre figli:
- Winston Frederick Churchill Guest (20 maggio 1906-1982), sposò in prime nozze Helena Woolworth McCann, ebbero due figli, e in seconde nozze Lucy Douglas Cochrane[7], ebbero due figli;
- Raymond Raymond Guest (25 novembre 1907-1991)[8], sposò in prime nozze Elizabeth Sturgis Polk[9], ebbero tre figli, in seconde nozze Ellen Tuck French Astor[10], e in terze nozze Caroline Murat[11], ebbero due figli;
- Diana Guest Manning (1 novembre 1909-1994), sposò in prime nozze Marc Sevastopoulo, ebbero una figlia, in seconde nozze il conte Jean de la Valdène, ebbero due figli, e in terze nozze Allen Manning, non ebbero figli.

## Morte
Oltre alla sua carriera politica era un conducente automobilismo dilettante e pilota di aerei. Inoltre ha giocato polo, era un appassionato di caccia in Africa orientale ed era una persona di spicco nella società di Londra e di New York. Tra le sue case c'era Villa Artemis a Palm Beach e l'ex tenuta du Pont a Roslyn, New York. Era un membro del River and Links Clubs di New York e del Piping Rock Club di Long Island. Era anche un amico del Duca di Windsor, futuro Edoardo VIII.
Morì il 28 aprile 1937, per un cancro, all'età di 61 anni.

## Ascendenza
|                                                 |                                                  |                                                 | Genitori                                         |  |  | Nonni |  |  | Bisnonni     |  |  | Trisnonni  |  |
|                                                 |                                                  |                                                 |                                                  |  |  |       |  |  | Thomas Guest |  |  | John Guest |  |
|                                                 |                                                  |                                                 |                                                  |  |  |       |  |  | Thomas Guest |  |  | John Guest |  |
|                                                 |                                                  | Anne Willmore                                   |                                                  |  |  |       |  |  | Thomas Guest |  |  |            |  |
| sir John Josiah Guest, I baronetto              |                                                  |                                                 |                                                  |  |  |       |  |  | Thomas Guest |  |  |            |  |
|                                                 |                                                  | Jemima Phillips                                 | John Revell Phillips                             |  |  |       |  |  |              |  |  |            |  |
|                                                 |                                                  | Jemima Phillips                                 | John Revell Phillips                             |  |  |       |  |  |              |  |  |            |  |
|                                                 |                                                  | Jemima Phillips                                 | Sarah Carter                                     |  |  |       |  |  |              |  |  |            |  |
| Ivor Guest, I barone Wimborne                   |                                                  | Jemima Phillips                                 |                                                  |  |  |       |  |  |              |  |  |            |  |
|                                                 |                                                  | Albemarle Bertie, IX conte di Lindsey           | Peregrine Bertie                                 |  |  |       |  |  |              |  |  |            |  |
|                                                 |                                                  | Albemarle Bertie, IX conte di Lindsey           | Peregrine Bertie                                 |  |  |       |  |  |              |  |  |            |  |
|                                                 |                                                  | Albemarle Bertie, IX conte di Lindsey           | Elizabeth Payne                                  |  |  |       |  |  |              |  |  |            |  |
| lady Charlotte Bertie                           |                                                  | Albemarle Bertie, IX conte di Lindsey           |                                                  |  |  |       |  |  |              |  |  |            |  |
|                                                 |                                                  | Charlotte Layard                                | rev. Charles Peter Layard                        |  |  |       |  |  |              |  |  |            |  |
|                                                 |                                                  | Charlotte Layard                                | rev. Charles Peter Layard                        |  |  |       |  |  |              |  |  |            |  |
|                                                 |                                                  | Charlotte Layard                                | Elizabeth Ward                                   |  |  |       |  |  |              |  |  |            |  |
| hon. Frederick Edward Guest                     |                                                  | Charlotte Layard                                |                                                  |  |  |       |  |  |              |  |  |            |  |
|                                                 | George Spencer-Churchill, VI duca di Marlborough | George Spencer-Churchill, V duca di Marlborough |                                                  |  |  |       |  |  |              |  |  |            |  |
|                                                 | George Spencer-Churchill, VI duca di Marlborough | George Spencer-Churchill, V duca di Marlborough |                                                  |  |  |       |  |  |              |  |  |            |  |
|                                                 | George Spencer-Churchill, VI duca di Marlborough | lady Susan Stewart                              |                                                  |  |  |       |  |  |              |  |  |            |  |
| John Spencer-Churchill, VII duca di Marlborough | George Spencer-Churchill, VI duca di Marlborough |                                                 |                                                  |  |  |       |  |  |              |  |  |            |  |
|                                                 |                                                  | lady Jane Stewart                               | George Stewart, VIII conte di Galloway           |  |  |       |  |  |              |  |  |            |  |
|                                                 |                                                  | lady Jane Stewart                               | George Stewart, VIII conte di Galloway           |  |  |       |  |  |              |  |  |            |  |
|                                                 |                                                  | lady Jane Stewart                               | lady Jane Paget                                  |  |  |       |  |  |              |  |  |            |  |
| lady Cornelia Spencer-Churchill                 |                                                  | lady Jane Stewart                               |                                                  |  |  |       |  |  |              |  |  |            |  |
|                                                 |                                                  | Charles Stewart, III marchese di Londonderry    | Robert Stewart, I marchese di Londonderry        |  |  |       |  |  |              |  |  |            |  |
|                                                 |                                                  | Charles Stewart, III marchese di Londonderry    | Robert Stewart, I marchese di Londonderry        |  |  |       |  |  |              |  |  |            |  |
|                                                 |                                                  | Charles Stewart, III marchese di Londonderry    | lady Frances Pratt                               |  |  |       |  |  |              |  |  |            |  |
| lady Frances Anne Vane                          |                                                  | Charles Stewart, III marchese di Londonderry    |                                                  |  |  |       |  |  |              |  |  |            |  |
|                                                 |                                                  | lady Frances Vane-Tempest                       | sir Henry Vane-Tempest, II baronetto             |  |  |       |  |  |              |  |  |            |  |
|                                                 |                                                  | lady Frances Vane-Tempest                       | sir Henry Vane-Tempest, II baronetto             |  |  |       |  |  |              |  |  |            |  |
|                                                 |                                                  | lady Frances Vane-Tempest                       | Anne Catherine MacDonnell, II contessa di Antrim |  |  |       |  |  |              |  |  |            |  |
|                                                 |                                                  | lady Frances Vane-Tempest                       |                                                  |  |  |       |  |  |              |  |  |            |  |